# Quintillan
Quintillan település Franciaországban, Aude megyében. Lakosainak száma 57 fő (2022. január 1.). Quintillan Albas, Cascastel-des-Corbières, Palairac, Talairan, Tuchan és Villeneuve-les-Corbières községekkel határos.

## Népesség
A település népessége az elmúlt években az alábbi módon változott:
| Lakosok száma | 94   | 91   | 55   | 59   | 68   | 63   | 52   | 50   | 48   | 57   |
|               | 1968 | 1982 | 1990 | 2006 | 2013 | 2015 | 2017 | 2019 | 2020 | 2022 |